# Pedicularis inconspicua
Pedicularis inconspicua är en snyltrotsväxtart som beskrevs av Aleksei Ivanovich Vvedensky. Pedicularis inconspicua ingår i släktet spiror, och familjen snyltrotsväxter. Inga underarter finns listade i Catalogue of Life.